# 郭光文
郭光文（1957年1月—），汉族，男性，湖南岳阳人。中华人民共和国政治人物。

## 生平
郭光文于1976年2月加入中国共产党。曾在湖南理工学院中文系、湖南大学国际商学院国际贸易专业就读，拥有经济学硕士学位。郭毕业后从政，历任中共岳阳地委干部科干事，中青年干部科副科长、科长；共青团岳阳市委书记；岳阳市物价局党组书记、局长；汨罗市代市长、市长、市委书记；中共岳阳市委常委、组织部长、副书记等职。
2007年4月，郭光文来到邵阳，出任中共邵阳市委副书记、邵阳市人民政府代市长；2008年1月转正。2012年2月，任中共邵阳市委书记。2016年3月，任中共湖南省委副秘书长，不再担任中共邵阳市委书记职务。2017年1月，郭氏获湖南省人大常委会任命为湖南省人民代表大会教育科学文化卫生委员会副主任委员。2018年后，先后担任湖南省人大内务司法委员会、监察和司法委员会副主任委员，直到2020年3月卸任退休。